# 超能力
超能力（ちょうのうりょく）は、通常の人間にはできないことを実現できる特殊な能力のこと。今日の科学では合理的に説明できない超自然な能力を指すための名称。ただし、現在のところほとんどの超能力は条件下で科学者によって再現性を確認されものは無く、超能力と言われるもののほとんどが手品、心理マジック、偶然である。過去に科学論文などで発表された超能力も他者による実験で再現できず、主流科学ではほとんど取り扱われない。ただし、一部(テレパシー、透視、治癒能力など)は脳の障害、精神活動の量子•電磁の力、ホルモン•体臭の作用によって不可能では無い可能性もある。
地域•宗教により古くからシッディ、神通力、奇跡、能力を持つ者はシャーマン、仙人(中国)、聖人(キリスト教圏)、イタコ(日本)などと呼ばれ神聖視されてきた。特に予知能力者(占い師)は、科学が未発達だった時代の国家の意思決定に大きな役割を果たしていた。

## 概説
超能力とされる現象として、例えば「手を触れずに物を動かす」、「人の心を読み取る」「壁の向こう側・箱の中の物が何かを隔壁越しに言い当てる」などの能力が挙げられており、種類に応じて名称が与えられている。（→超能力の種類）1900年代前半に創生された超心理学においては、超能力を情報の伝達に関する現象である超感覚的知覚（ESP） と、物体に力を及ぼし得るサイコキネシス（念力、PK）に大別している。また、ESPとサイコキネシスを合わせて、PSI（サイ）という名称も使われている(en:Psi_(parapsychology)#Terminology)。
このような能力についての言及は古代より存在しており、インドのヨーガの領域での「シッディ」（悉地）、仏教での「神通力」（六神通）が知られている。六神通は『仙仏合宗』などの道教の近世の内丹書でも言及されている。（→「超能力」と呼ばれる以前の言及）
人間ではなく、動物の特殊な能力については「アンプサイ」と呼ばれている。
超能力を持つとされる人物は、欧米では一般に「サイキック」と呼ばれ、日本では「超能力者」と呼ばれている。（→超能力者）
超能力の存在に対しては異論が存在する。超心理学者の中には「ESPの証拠は既に得られている」とする者もいる。だが、レイ・ハイマンやブラックモアは、超心理学者の研究を徹底的に調べ上げ、その研究は嘘や誤りに満ちていた、とした。（→超能力への懐疑論者）　
超能力を持っていないのにもかかわらず、超能力者として振る舞うことで人から巧みに金品を詐取する者もおり、事件化することもある（→超能力をめぐる事件）。また超能力などの超常現象については、その証拠を捉えそうになると関係者が早死にしたり不慮の事故が起きたりする、といったケースが多いとも言われる。
SFなどにおいては、超能力は人気の高いモチーフ・題材であり、単なる物語の小道具から人間や宇宙のあり方を見つめる哲学的主題にまで、広く用いられている（→フィクションとしての超能力）。スター・ウォーズのフォースなど、興行的に大成功した映画や小説が多々ある。

## 「超能力」と呼ばれる以前の言及
現在「超能力」と呼ばれるような能力についての言及は古代よりあるが、現在のように「超能力」と呼ばれていたわけではなく、そういった能力は、インドの「ヨーガ」の領域では解脱により顕われるとされた力は「シッディ」(siddhi)と呼ばれており、「仏教」では悟りの智慧により顕われるとされた力は「神通力」と呼ばれていた。
「六神通（ろくじんつう）」は仏陀やその弟子が修行によって顕したとされる神通力を六つ列挙したものである。中国の道教で唐代から重視されるようになった内丹術においても、仏典の六神通の概念が借用されている。その修行のプロセスの第三段階の「煉気化神（れんきかしん）」の大周天の後半では、六神通という六つの超能力が現れるようになる、と説明された。六神通とは心境通（しんきょうつう、自分の臓器が見えたり、頭脳が冴え渡る状態）、神境通（しんきょうつう、未来を予知したり、壁の向こう側のものを見る能力）、天眼通（てんげんつう、地球上の山河が手の紋でも見るように見える能力）、天耳通（てんじつう、あらゆる方角の音が聞こえ、生前のことまで目前のことのように感じられる能力）、宿命通（しゅくめいつう、人の宿命を知ることができる能力）、他心通（たしんつう、他人の心を知ることができる能力）である。
ビルマにおいては「ウェイザー」と呼ばれる人がおり、それは錬金術や呪薬などの術（ローキー・ピンニャー）や仏教的修行によって超能力を獲得した存在であると信じられている。

## 超心理学における研究
1900年代前半に創生された超心理学においては、超能力をESP（Extra-sensory perception、通常の感覚器による知覚を超えた知覚） とサイコキネシス（念力、PK）に大別している。
ただし、「テレパシー」は情報の送り手がPKによって受け手の脳内に情報を形成している可能性があるとの考えから、また「予知」とされることも予知した人物がPKによって事象を引き起こしている可能性があるとの考えから、ESPとPKをまとめてPSI（サイ）と呼ぶことが提案され、このPSIが超心理学の中心的研究対象となっているという。
超心理学の近年の研究者では、PKを「マクロPK」（巨視的なもの）と「マイクロPK」（微視的なもの）に分類する人もいる。ただし現時点では明確な区分の基準が規定されているものではない。

## 超能力の種類
ESP 超感覚的知覚（英:ExtraSensory Perception、ESP）
五感（視覚、聴覚、嗅覚、味覚、触覚）や論理的な類推などの通常の知覚手段を用いずに、外界に関する情報を得る能力。
- 念話（ねんわ）（テレパシー 英:Telepathy）

語源：「遠方の」tele「感覚」pathy。ある人の心の内容が、言語・表情・身振りなどによらずに、直接に他の人の心に伝達される能力。「テレパシー」の名称は、1882年にイギリス・ケンブリッジ大学教授であり英国心霊現象研究所（SRP）設立者であるフレデリック・ウィリアム・ヘンリー・マイヤーズによって考案された。ESPカードによるデータ集からテレパシー能力の研究にアプローチしたJ.B.ラインはSRPのアメリカ支部に在籍。
- 透視（とうし）（クレヤボヤンス 仏:Clairvoyance）語源：「明白な」clair「視覚」voyant。通常の視覚に頼らず、外界の状況を視覚的に認識する能力。
- 念聴（ねんちょう）（クレアオーディエンス Clairaudience）

通常の聴覚に頼らず、外界の音を認識する能力。
- 念臭（ねんしゅう）（クレアセント）

通常の臭覚に頼らず、現実には存在しない香りを感知することができる能力。
- 遠隔透視（えんかくとうし）（リモート・ビューイング Remote Viewing）

語源：「遠方の」Remote「見ること」Viewing。その場にいながらにして遠隔地にある対象や物体を視覚的に把握する能力。千里眼 （せんりがん）とも言う。アメリカで「スターゲイト計画」として超能力スパイを養成する研究が政府主導で行われたが1995年に計画の打ち切りがCIAにより発表された。
- 未来視（みらいし）（フォアサイト Foresight）

これから起こる未来を予測できる能力。
- 未来予知（みらいよち）（プレコグニション 英:Precognition）

語源：「事前に」pre「認識」cognition。現在獲得している知識や経験則を使っての推測によらずに、未来に起きる出来事を前もって知覚できる能力。
- 念視（ねんし）（サイコメトリー 英:Psychometry）

語源：「精神の」psycho「測定・分析」metry。物体の残留思念を読み取る能力。「サイコメトリー」は、アメリカの神霊研究家のジョセフ・ローズ・ブキャナンによって提唱された用語。能力を持つ者は「サイコメトリスト」と呼ばれる。サイコメトラーは、日本での造語（漫画『サイコメトラーEIJI』より）。
- 過去視（かこし）（ポストコグニション postcognition）

すでに知られている方法に頼らずに知れることのできない過去の情報を知覚する能力。
- 皮膚視覚（ひふしかく）

視覚を使わずに皮膚で触れることで対象の色を識別できたり、書かれている文字や図形を知覚できる能力。
PK 念力、念動力、観念動力（サイコキネシス 英:Psychokinesis、PK）
語源：「精神の」psycho「動き」kinesis（ともにギリシャ語）意思の力だけで物理的なエネルギーを発生させ、物体に働きかける能力。物体を動かす超能力として、テレキネシスと等しく扱われることも多い。両者には明確な区分の基準が規定されているものではない。
- テレキネシス（英:Telekinesis）

語源：「遠方の」tele「動き」kinesis。意思の力だけで手を触れずに物体を動かす能力。サイコキネシスと類似の概念で特に区別されない場合も多いが、対象物の動かし方によって区別されることもある。
- 空中浮揚（くうちゅうふよう）（レビテーション levitate）

自分自身や他人や物体を空中に浮かせることができる能力。
- 念写（ねんしゃ）（ソートグラフィー 英:Thoughtography, Projected thermography, Nengraphy）

語源：「考えた」thought「記録」graphy。心の中に思い浮かべている観念を印画紙などに画像として焼き付ける能力。「念写」の名称は、能力の発見者でもある明治時代の東京帝国大学教授・福来友吉教授により名付けられた。
- 超能力治療（ちょうのうりょくちりょう）（ヒーリング healing）

通常の医学的方法によらずに病気の治療を行う能力。
- 発火能力（はっかのうりょく）（パイロキネシス 英:Pyrokinesis）

語源：「火の」pyro「動き」kinesis。火を発生させることのできる能力。
その他
ESPによる遠方の空間認知と、PKによる物体の移動を組み合わせた能力。
- 瞬間移動（しゅんかんいどう）（テレポーテーション 英:Teleportation）

語源：「遠方の」tele「運ぶ」port（portはラテン語のportreから）。自分自身が離れた場所に瞬間的に移動する能力。能力を持つ者は「テレポーター」と呼ばれる。
- 物体取り寄せ（ぶったいとりよせ）（アポート 英:apport）

別の場所にある物体を取り寄せたり、物体をどこからともなく登場させる能力。
- 物体送信（ぶったいそうしん）（アスポート asport）

物体を別の場所に送ったり、どこへともなく消し去る能力。

## 超能力者
日本語では超能力を持つ人を超能力者と呼ぶ。
英語圏の超心理学者などは、超能力者を「サイキック」 (psychic) と呼んだり、あるいはPSI（ψ、サイ）という広い概念でとらえたりしている。
SF作品などのフィクション類では、超感覚的知覚の能力を持つ人物を「エスパー」（ESPER）と呼んでいるが、そう呼ぶのは基本的に作品内だけなので、こちらのほうはSF用語である。ESPに接尾辞"-er"をつけた造語であるが、ESPはなんらかの物体に働きかける能力のことは本来指さない。映画『スキャナーズ』では「スキャナー」などと呼ぶことも行われた。

### 超能力者を自称した著名人
- エドガー・ケイシー
- ユリ・ゲラー
- ジーン・ディクソン
- 清田益章
- 長南年恵
- 御船千鶴子
- 三田光一
- 高塚光
- 麻原彰晃
- 大川隆法
- ジョゼフ・マクモニーグル
- ジェラール・クロワゼ

## 超能力に対する様々な態度

### 一般人
アメリカ人の4人にひとりほどは、テレパシーらしきものを経験したことがあると信じていると言われ、また、アメリカ人の半数近くは、超能力や心霊による癒しがあると信じていると言われた（1996年時点）。

### 米国の大学教授全般
アメリカ合衆国の大学教授1100名の、ESPに対する見解について調査が行なわれたことがある（1979年）。それによると、心理学者については、「ESPは確立した事実だ」あるいは「ESPは存在する可能性がありそうだ」と考えている者が34%であった。心理学者以外の大学教授では、「ESPは不可能だ」と言った者はわずか2%であったという。

### 懐疑論者

#### マーティン・ガードナー
アメリカ合衆国の数学者 マーティン・ガードナー は1952年の著書『奇妙な論理〈1〉—だまされやすさの研究』や『奇妙な論理〈2〉なぜニセ科学に惹かれるのか』などの書籍において、超能力の存在に関して懐疑的な見解を示した。
懐疑論協会の主宰者マイケル・シャーマーは、。

#### ロバート・キャロル
米国で哲学講師をしているロバート・キャロルは、2003年の自著において「懐疑論者はESPの証拠のほとんどを却下し、研究がうまくいったように見える場合も、以下のうち一つないし複数の要素による可能性が非常に高いとする」と述べた。
- 超心理学者やサイ信者の研究能力不足、ごまかし
- メンタリストのいんちき
- コールド・リーディング
- 主観的評価（→フォアラー効果）
- 選択的思考や確証バイアス
- 確率や大数の法則をよく理解していないこと
- 靴べら的行為、遡及透視、回想性の錯誤
- だまされやすさ、自己欺瞞、希望的観測

また、ロバート・キャロルは「超心理学者は条件制御下でESPの存在を確かめようとしてきた。その中には、チャールズ・タートやレイモンド・ムーディのように成功したという者もいる。他方、スーザン・J・ブラックモアのように、ESPの実験的証拠を見つけようと何年もがんばったのに、サイ能力を文句なしに実現できるという証拠を見つけられなかった」とした。

#### 懐疑団体
米国のサイコップ(CSICOP)という団体は、「超常現象の主張を科学的に調べる委員会」の略だが、超常現象に対して懐疑主義的な立場で実証的な研究と反論を行なっている。
1991年には、大槻義彦（物理学者）や寿岳潤（天文学者）が、サイコップとも連携するJapan Skepticsを設立して入会を呼び掛けた。大槻は、かつてしばしばメディアへの登場し、超能力や霊能力の存在を主張する有名人を激しく批判していた。

### マジシャン

#### 懐疑主義的立場のマジシャン
ハリー・フーディーニは、母親の死をきっかけに死者との交信に興味を抱いたが、出会った霊媒たちのやっていることがトリックで可能だと見抜き、それ以後は彼らのトリックを暴く活動を熱心に行なうようになった。
イギリスのセルピットは1917年のサンデー・エクスプレス紙の懸賞に応じるかたちで、さまざまな心霊現象を奇術で再現した。
イギリスのマスケリンは、スレイドによる石板書記やフランシス・モンクによる物質化現象を再現した。
フランスのマジシャン、ロベール・ウーダンは1856年にフランス政府の依頼を受け、ミッションとしてアルジェリアに渡り、現地で対仏反乱をあおりたてていたイスラム僧らが行なう奇跡を奇術で再現してみせた。（だがこのウーダンは、他方で肯定もしている。後述）
カナダはトロント出身のマジシャンのジェームズ・ランディは、超能力は存在しないと見なしており、超能力研究のずさんさを暴く目的でプロジェクト・アルファを企画・実行した。1970年代にイギリスやアメリカ、日本で盛んに活動をしたユリ・ゲラーとも対決をした。ゲラーはジェームス・ランディが見ている前では超能力を発揮することはできなかった、という。また、「100万ドル超能力チャレンジ」という企画を主催しており、これは「科学的に実証できる超能力を持つ者に、100万ドルを進呈する」という趣旨で、世界中の超能力者達からの挑戦を募っている。

#### 肯定するマジシャン
1847年、ロベール・ウーダンはディディエの透視能力が本物だと述べた。
カナダの奇術師ダグ・ヘニングは超越瞑想を信じているという。フレッド・カブスはパベル・ステパネクの超能力は奇術では再現できないと認めたという。ハリー・ケラーはイグリントンと一緒に空中浮揚しその能力を本物と信じた、とされている。

### 超心理学者
超心理学者の態度は概観すると、超常現象が実在すると頑固に信じている人と、実在を頭から一切否定する人に、真っ二つに分かれているとマイケル・フリードランダーは述べている。
この両者の中間地帯に、比較的人数が少ない、第三のグループが存在していて、超常現象に関する主張を検討するにはやぶさかでないという姿勢で実験に勤しんでいるという。
この第三のグループも、さらに二派に分かれているように見えるとフリードランダーは言っており、片方の派は、非常に懐疑的であるものの、厳密で科学的な対照標準を持ち込んだ実験や研究を行っている。この人たちは、今でも中立的な姿勢を守っており結論を出していないが、（超常現象の実在の立証に関して）成果と呼べるようなものは今日まで提出していないとフリードランダーは述べた。
もうひとつの派は、上記の派とは鏡像のような関係にあり、現代科学のテクニックを大いに活用しているものの、超常現象を共感をもって受け入れたがっていて、実験の対象に（上記の派に比べて）より思いやりがあり、また自身の過ちにも寛容であるように見える、という。

### 懐疑主義
山本弘の『超能力番組を10倍楽しむ本』は、テレビ業界が視聴率や利益を優先するあまりインチキな番組を作りあげてしまうしくみについて分析し、メディアリテラシーを説く本であるが、この本の中に父親が子供に語る設定で次のようなセリフがある。

### 科学啓蒙家
自然科学者で科学啓蒙家のカール・セーガンは次のように述べた。

## 超能力をめぐる事件・法律
超能力を持っていないのにもかかわらずそれを持っているなどとして人から巧みに金品を詐取する者もおり、事件化することもある。
邵錦（しょうきん）事件
中国人女性気功士が日本において「超能力で難病を治療する」と称して治療行為を行っていたが、効果を得られず治療費をだまし取られたとして患者や遺族らが損害賠償を求め提訴した。東京地裁は1997年5月27日、詐欺による不法行為と判断し全額の支払いを命じた。遺族らは超能力者として大々的にテレビ番組で取り上げた日本テレビに対しても同様の提訴を行い、同局が相当額を支払うことで和解した。
ユリ・ゲラー裁判

ゲーム『ポケットモンスター』シリーズのキャラクター「ユンゲラー」と名前が似ているため、任天堂がユリ・ゲラーから提訴された。
法との関連
超能力者と称する者が自身には（病気を治すなどの）能力がないことを知っていながら出来ると偽り、その対価を要求することは詐欺行為に該当し、詐欺取消（民法第96条1項）に返金を要求できる。また、超能力者と称する者の代価を求める目的や手段・方法、金額の多寡などを総合的に判断し、社会的相当性を逸脱していると判断されれば違法となる。

## フィクションとしての超能力

### 超能力と魔法
超能力や魔法は、科学的な説明の難しい不思議な力とされることが多いが、その違いについては定義が決定されていないため、それは設定を作成する人間（著者や編集者）に委ねられる。一般的な日本語表現としては、「超能力」が現代から未来を舞台とする事が多いのに対し、過去や中世ファンタジー的な世界を舞台とした作品では「魔法」という語が使われることが多い。しかし明確な定義が定まっていないため、表現はまちまちである。
また超能力を主題とした作品の整合性について言及される際、上記の通り科学的に説明をしようとしても、どこかで疑似科学的な要素や嘘が入ることは避けられないため、原理説明の善し悪し（科学的に正しいかではなく、話として上手いか）によって作品の評価が変わることもある。

### 後天的な超能力
「那由他」では「輪（ジャルン）」と呼ばれる頭飾りを装着する事で、才能に関係なく超能力を得ることができた。また『スパイダーマン』では、特殊な蜘蛛に噛まれる事によって、超人的な能力を得ていた。さらに、『とある魔術の禁書目録』では、脳の構造を変化させて「現実」から切り離して能力を発現させている。このように何らかの装置や薬品などの外的要因により、超能力を得られることをテーマにした作品も多い。また遺伝など先天性な要因、修行などの訓練による成果、それらを再現する科学装置による獲得など、複数の要因を同時に採用し、登場人物のバリエーションとするパターンもよく見受けられる。

### 新人類としての超能力者
超能力者が『ミュータント』や『新人類』として位置づけられることがある。その場合、超能力を持たない『旧人類』を弾圧しまた弾圧される、あるいは自分達を理解・受容しようとしない旧人類と決別して新天地を目指すなどの行動をとるストーリーは、『地球へ…』や『ガンダムシリーズ』などSF作品に多い表現である。
スティーヴン・キングやディーン・R・クーンツは、現代の恐怖と結びつけた新しい超能力者像を描いた。これら人体を発火させたり破壊する映像は、しばしばスプラッター映画と結びついた。
超能力者は『常人と違う故に、畏れられ差別される』対象となり、超能力者は善悪にかかわらず、正体を隠さねばならないマイノリティである事が主軸のストーリーも多い。これらの表現はモダンホラーなど、SF考証よりも心理的恐怖を描いた作品によく見られる。

### コミックスと超能力
予知能力、テレポーテーション、念動力など、細分化された能力と長所・欠点は、そのまま『個性』の表現となる。それぞれタイプの異なる超能力者（専門家）がチームを組む形式は、『X-MEN』や『ファンタスティックフォー』など、アメリカン・コミックスにおいては定番の表現である。
日本では1951年の『新世界ルルー』、1963年の『さるとびエッちゃん』、1965年の『ミュータント・サブ』などが嚆矢とされる。超能力による戦闘を描いた作品は、1968年の『地球ナンバーV-7』が初とされる。
また戦闘を描く事が多い少年漫画では、話が進行するに従って、敵がインフレーション的に強くなることがしばしば発生する。この状態を避けるため、勝敗が単なる破壊力だけでは定まらず、それぞれが持つ能力の「性質」や「使い方」に左右される「超能力バトル」形式が採用されることも多い。

### 美術的表現
大友克洋は『童夢』『AKIRA』などにおいて、『見えない力で破壊される壁や建物』や『球体に歪む空間』等、能力が行使された際の美術的な表現に着目し、後の漫画や映像作品に大きな影響を与えている。
荒木飛呂彦は、代表作の『ジョジョの奇妙な冒険』において、人間や動物、機械などを組み合わせたような「外見」をもつ超能力スタンドを、性質と外見の両面に個性を持った存在として表現した。スタンドの一部には「能力」でありながら、登場人物から独立した自我を備えているものがおり、「登場人物」とそれによって行使される「超能力」の中間という、新たなカテゴリーを生み出した。

## 超能力を扱ったフィクション
- 絶対可憐チルドレン
- とある魔術の禁書目録・とある科学の超電磁砲
- バビル二世
- 僕のヒーローアカデミア
- ファンタスティック・フォー
- エスパー魔美
- MOTHER (ゲーム)
- 斉木楠雄のΨ難
- SPY×FAMILY

## 工学者による“超能力実装”研究
通常の感覚群を超えた感知能力が人間の身体能力として得られるならば、それは「超能力」とでも呼ぶべきもの、であるので、Augmented Reality（AR）「拡張現実感」は、超能力の工学的な実装と捉えることができる、と述べる人もいる。「拡張現実感」では、主としてセンサーによって実世界から人工的に生成された情報が実世界に重畳され、既存の通常の感覚器を介して提示される。人間は、その人工的センサーの能力を身体的に獲得することになる。

## 関連文献
- 笠原敏雄2004「PK能力者を対象にした実験的研究」日本超心理学会誌 : 超心理学研究 9(1・2) pp.79-86
- 町好雄、劉超2005「超能力は存在するか」超心理学研究、10、pp46-52
- 『ノーベル賞科学者ブライアン・ジョセフソンの科学は心霊現象をいかにとらえるか』（訳・解説：茂木健一郎・竹内薫、徳間書店）：ISBN 4198607028 （原著タイトル：The Paranormal and the Platonic World）
- ルパート・シェルドレイク『あなたの帰りがわかる犬―人間とペットを結ぶ不思議な力』工作舎、2003（犬・ペット類の超能力を扱った本）